# Antemnes
Antemnes (llatí: Antemnae grec antic: Ἀντέμναι) va ser una antiga ciutat del Latium propera a Crostumèria i Caenina.
El nom Antemnes era a causa del fet que estava a la vora del riu Anio (modern Aniene), afluent del Tíber (doncs ante anio deformat va passar a Antem Nes). Antemnes, segons Virgili, va ser una de les cinc ciutats que van prendre les armes contra els troians quan Eneas va arribar a Itàlia.
La tradició la fa una ciutat dels sículs abans de la seva forçada emigració cap al sud d'Itàlia cap al segle x aC. Apareix a la història al segle viii aC. El rei Ròmul havia convidat a Roma esclaus fugitius i gent fora de la llei per tal de poblar la ciutat. Aquestos nouvinguts no tenien mullers i per resoldre l'afer, el rei va convidar a la festa de la Consuàlia a les tribus veïnes; en la festa van ser segrestades les dones sabines. El famós rapte de les sabines va provocar la guerra. Els habitants de Caenina, Antemnes i Crostumèria, dirigits pel rei dels sabins, Titus Taci, van respondre atacant Roma, però cada ciutat va combatre per separat i successivament van ser derrotades i conquerides. Segons la llegenda Titus Taci va buscar una altra manera de recuperar a les dones sabines i va convèncer a Tarpeia, filla d'Espuri Tarpei el guardià de la fortalesa del Capitoli, que estava enamorada d'ell, d'obrir-li les portes de la ciutadella a canvi del matrimoni (o de joies segons una altra versió); una vegada ella ho va fer, Titus Taci la va fer matar. Ròmul va assaltar el Capitoli però la batalla tenia un resultat incert i les mateixes dones sabines, que eren ben tractades pels romans, van intercedir per aconseguir la pau i els dos pobles es van unir.
Plutarc suposa que Antemnes era una ciutat sabina, però tant Titus Livi com Dionís d'Halicarnàs la fan una ciutat dels llatins, i va ser una de les primeres en agafar les armes contra Roma quan aquesta va expulsar l'últim dels Tarquinis. Desapareix de la història, i no es menciona entre les ciutats que van formar part de la Lliga llatina. Estrabó diu que era un petit poblet propietat d'una sola persona, i Plini el Vell l'esmenta entre les ciutats del Laci de les que no quedava rastre al seu temps.
Però la ciutat encara surt mencionada amb motiu de la batalla de la Porta Col·lina l'any 82 aC, quan l'ala esquerra dels samnites va ser perseguida per Marc Licini Cras fins a Antemnes, i l'endemà es van rendir a Sul·la.
Molt posteriorment, Alaric I va acampar vora la ciutat quan marxava contra Roma l'any 409. Després desapareix definitivament de la història.